# Ernst Pepping
Ernst Pepping (12. september 1901 i Duisburg - 1. februar 1981 i Berlin) var en tysk komponist, lærer og professor. Pepping studerede musik og komposition på Berliner Hochschule für Musik (1922-1926).
Han har skrevet tre symfonier som hører til vigtige værker i det 20. århundrede[kilde mangler], operaer, orkesterværker etc.
Pepping har undervist i komposition på Spandauer Kirchenmusikschule (1934-1971), og Berliner Hochschule som professor (1935-1968).[kilde mangler]
Han var en del af Orgelbevægelsen.

## Udvalgt værker
- Symfoni nr. 1 (1939) - for orkester
- Symfoni nr. 2 (1942) - for orkester
- Symfoni nr. 3 "Dagstiderne" (1944) - for orkester
- "Partita" (1934) - for orkester
- "Serenade" (1945) - for orkester
- Klaverkoncert (1950) - for klaver og orkester